# Otok Wake
Otok Wake (znan tudi kot Wakeov otok in atol Wake; angleško Wake Island, Wake Atoll) je koralni atol v severnem Tihem oceanu.
Leži približno 3.700 km zahodno od Honoluluja na Havajih in 2.430 km vzhodno od otoka Gvam. Spada pod upravo ZDA, na njem je vojaško oporišče in letališče. Otok premore 19 km obale in ga sestavljajo trije koralni atoli, sredi katerih je laguna.
Po nekaterih podatkih naj bi otok odkrile že kulture iz Mikronezije, ki so potovale čez Tihi ocean. Evropejci so ga prvič odkrili 20. oktobra 1568 in ga poimenovali San Francisco. Nato je bil nekaj časa pozabljen dokler ga ni leta 1796 na novo odkril britanski kapitan William Wake, po njem je kasneje otok tudi dobil svoje sedanje ime. Leta 1840 je otok obiskala ameriška raziskovalna odprava in ga natančno raziskala. Nato je otok ponovno postal pozabljen, dokler ni leta 1866 nanj nasedla ladja Libelle na poti iz San Francisca v Hongkong. Posadka, ki je preživela brodolom se je s čolnom rešila na otok Gvam, pred tem pa je na otoku zakopala ladijski tovor v katerem je bilo 34.500 kg srebra. Sedemnajstega januarja 1899 je otok uradno postal last ZDA. Leta 1935  je ameriška letalska družba na njem postavila oskrbovalno postajo za medcelinske polete med Ameriko in Azijo.
V pričakovanju velikega spopada je ameriška vojska leta 1941 na otoku zgradila vojaško oporišče. To je 8. decembra istega leta napadla japonska vojska, posadka oporišča se je pogumno upirala številnim napadom, tako da so Japonci otok le s težavo zasedli. Po krvavem spopadu v katerem so Japonci izgubili kar 700 vojakov, so večino ameriških ujetnikov odpeljali v Azijo, nekaj pa so jih pustili na otoku kot delavno silo. Te so v besu, zaradi ameriškega letalskega napada, 5. oktobra 1943 odpeljali na severno stran otoka in postrelili. Skozi vojno so Američani otok bolj ali manj pustili pri miru.  Japonska garnizija na otoku se je Američanom predala šele 4. septembra 1945. Po vojni se je na otoku odvijalo znamenito srečanje med generalom MacArthurjem in ameriškim predsednikom Trumanom, ki sta razpravljala o poteku Korejske vojne. V času hladne vojne je bil otok del protiraketne obrambe, v te namene pa ga Poveljstvo za vesoljsko in protiraketno obrambo ZDA uporablja še danes.

## Znanje povezave
- Geography of Wake Island
- Current Weather, Wake Island
- AirNav - Wake Island Airfield - Airport details, facilities and navigational aids
- CIA World Factbook Arhivirano 2019-01-31 na Wayback Machine. - CIA World Factbook
- Rocket launches at Wake Island
- The Defense of Wake - United States Marine Corps historical monograph
- Surrender of Wake by the Japanese - Marines in World War II
- U.S. Army Strategic and Missile Defense Command Arhivirano 2016-12-08 na Wayback Machine. - Logistics, flight schedules, facilities
- Photographic history of the 1975 Vietnamese refugee camp on Wake Island
- Wake Island - Pacific Wreck Database
- »Wake Island« (1942) - Internet Movie Database
- »Wake Island: Alamo of the Pacific« (2003) - Internet Movie Database
- "Map with Pictures-Geotaged of Wake Island« (2004)